# 낙빈왕

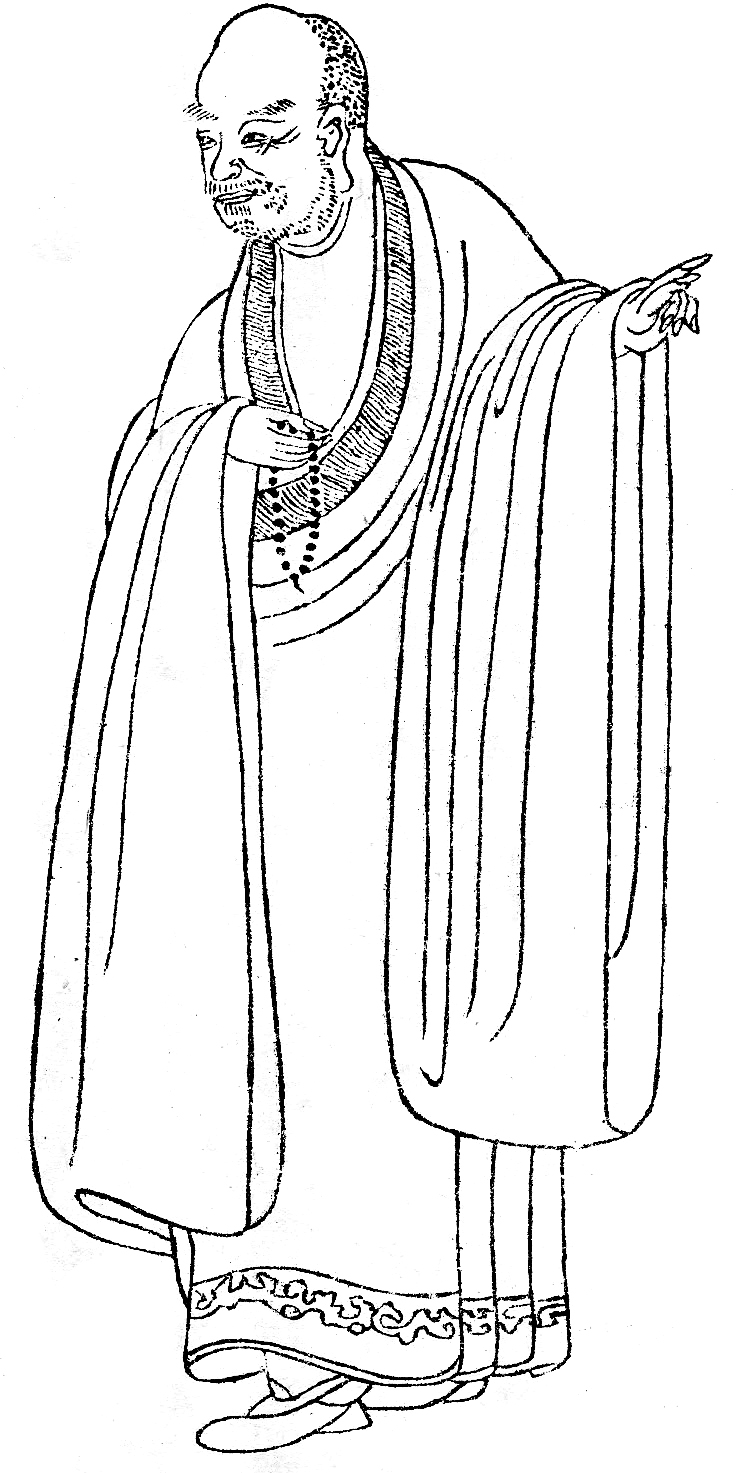
낙빈왕의 초상화.

낙빈왕(駱賓王, 640년? ~ 684년?)은 중국 당(唐) 초기의 시인(詩人)으로 '초당사걸(初唐四傑)'의 한 사람으로 꼽힌다.

## 약력
무주(婺州)의 이우(義烏) 출신으로 성품은 호방하고 거만하면서도 강직하여 일찍부터 으레 도박꾼들과도 놀곤 하였다고 한다.
고종(高宗) 말년에 장안주부(長安主簿)가 되었는데, 당시 고종의 황후로 실권을 휘두르던 측천무후를 공격하는 상소를 여러 차례 올렸다가 절강의 임해승(臨海丞)으로 좌천되자 출세에 뜻을 잃고 관직을 떠나버렸다. 그러던 684년 이경업(李敬業)이 측천무후 타도를 외치며 거병하자 그의 부속(府属)으로서 이경업의 거병을 옹호하고 동시에 측천무후를 공격하며 그 죄를 천하에 전하여 알린다는 취지의 격문(檄文)을 기초하였는데, 측천무후는 이 격문을 읽던 중 "(무덤을 덮은) 한 줌 흙도 마르지 않았는데 여섯 자밖에 안 되는 고아는 어디에 의지할 것이냐」(一抔土未乾, 六尺孤安在)라는 구절에서 자신도 모르게 흠칫하면서 격문을 지은 자의 이름을 물었고, 낙빈왕의 이름을 듣자 「이런 인재를 불우하게 내버려두었으니 이는 재상의 잘못이다」라고 말했다고 한다.
이경업의 거병은 실패로 끝났고, 이후 낙빈왕은 도망쳐 행방을 알 수 없게 되었다(잡혀 죽었다는 설도 있다). 전당(錢塘)의 영은사(靈隱寺)에 숨어 살았다는 전설도 있는데, 절을 소재로 한 시도 전해지고 있다.

## 시문
낙빈왕은 이미 일곱 살 때부터 시 짓는 재주가 뛰어났으며, 자라서는 오언율시(五言律詩)의 묘리를 터득하였다고 한다. 그가 지은 「제경편(帝京篇)」은 고금을 통틀어 절창(絶唱)으로 평가된다. 으레 몇 자의 글자만 가지고 대구(對句)를 지어 「산박사(算博士)」라는 속칭도 있었다. 낙빈왕의 글을 몹시 아꼈던 측천무후는 조(詔)를 내려서 그의 문장 수백 편을 모아 교운경(郄雲卿)에게 명하여 편찬할 것을 명했는데, 이것이 《낙빈집(駱丞集)》(전4권이라고도 하고 10권이라고도 한다)으로 송(頌) ・ 부(賦) ・ 오칠언고(五七言古) ・ 오율(五律) ・ 배율(排律) ・ 절구(絶句) ・ 칠언절구(七言絶句) ・ 계(啓) ・ 서(書) ・ 서(叙) ・ 잡저(雑著)의 총 11항목으로 분류하였다고 한다.
| 역수 강의 송별(易水送別) |                                   |
| 此地別燕丹               | 이 땅에서 연단(燕丹)과 헤어져     |
| 壯士髮衝冠               | 장사(壯士)의 머리칼은 관을 뚫었지 |
| 昔時人已沒               | 그 옛날의 사람은 이미 가고 없지만 |
| 今日水猶寒               | 오늘의 이 강물은 여전히 차다네    |